# Аягозский район
Аягозский район (каз. Аягөз ауданы) — район Абайской области в Казахстане. Административный центр района — город Аягоз.

## Физико-географическая характеристика
Аягозский район расположен в юго-западной части Абайской области, на юго-востоке Сарыарки. Территория района составляет 49,6 тыс. км² (1-е место в Абайской области и 3-е в стране).
Рельеф района большей частью холмисто-равнинный, лишь на северо-востоке горный (хребты Акшатау, Тарбагатай). Самая высокая точка находится на хребте Тарбагатай: гора Окпетти — 3 608 м. Много рек и озёр. Южная часть занята равниной Балхаш-Алакольской котловины.
Климат континентальный, с жарким летом и холодной зимой. Средняя температура января -17°С, июля 22°С. Среднегодовое количество атмосферных осадков 200—400 мм. Снег выпадает в конце октября — начале ноября, лежит до апреля.
По территории района протекают река Аягуз и другие небольшие речки. Почвы преимущественно каштановые. Произрастают ковыль, типчак и другие. Водятся архар, волк, медведь, лисица, заяц, суслик; из птиц гнездятся гуси, утки, чайки.
На востоке Аягозский район граничит с Аксуатским районом, на севере — с Абайским и Жарминским районами, на юге — с Урджарским районом и с Алакольским районом Жетысуской области, на западе — с Актогайским районом Карагандинской области.

## История
Аягузский район образован в составе Семипалатинского округа 17 января 1928 года из Аягузской и Урджарской волостей Лепсинского уезда Джетысуйской губернии с центром в селе Сергиополь (Утверждено ВЦИК 3 сентября 1928 года). В 1930 году центр района перенесён в село Аягуз (с 20 апреля 1939 года город). 20 февраля 1932 года район вошёл в состав образованной Алма-Атинской области.
Указом Президиума Верховного Совета Казахской ССР от 14 октября 1939 года район передан из Алма-Атинской области в состав  организованной Семипалатинской области.
Указом Президиума Верховного Совета Казахской ССР от 2 января 1963 года образован Аягузский сельский район на базе Аягузского и упразднённого Чубартауского районов с центром района в городе Аягуз. Указом Президиума Верховного Совета Казахской ССР от 10 января 1963 года город Аягуз отнесён к категории городов областного подчинения.
Указом Президиума Верховного Совета Казахской ССР от 13 декабря 1964 года во вновь образованный Чубартауский район переданы сельсоветы: Айгызский, Маданиятский, Бидаикский, Косагашский, Малгельдинский, Баканасский, Уюмдасский.
Указом Президиума Верховного Совета Казахской ССР от 17 октября 1980 года в Таскескенский район переданы Аксауленский, Каракольский, Коныршаулинский, Копинский, Шолпанский сельсоветы.
Указом Президиума Верховного Совета Казахской ССР от 25 июля 1988 года город Аягуз отнесён к городам районного подчинения.
Постановлением Президиума Верховного Совета Казахской ССР от 13 сентября 1990 года сельсоветы Аягузского района переданы в административное подчинение Аягузскому городскому совету.
Решением акима Семипалатинской области и областного маслихата от 13 ноября 1996 года из упразднённого Таскескенского района переданы посёлок Актогай, Акшаулинский и Копинский сельские округа.
Указом Президента Республики Казахстан от 3 мая 1997 года упразднена Семипалатинская область, Аягозский район вошёл в состав Восточно-Казахстанской области. Постановлением Правительства Республики Казахстан от 23 мая 1997 года в состав Аягозского района вошла территория упразднённого Чубартауского района.
Указом Президента Республики Казахстан №790 от 8 апреля 2014 года город областного подчинения Аягоз был включён в состав Аягозского района.

## Население
Численность населения района на начало 2019 года составило 72 695 чел., в том числе городское население — 38 540 чел., сельское население — 34 155 чел.
Национальный состав (на начало 2019 года):
- казахи — 69 922 чел. (96,19 %)
- русские — 1 889 чел. (2,60 %)
- татары — 347 чел. (0,48 %)
- уйгуры — 181 чел. (0,25 %)
- немцы — 79 чел. (0,11 %)
- узбеки — 89 чел. (0,12 %)
- украинцы — 25 чел. (0,03 %)
- чеченцы — 22 чел. (0,03 %)
- азербайджанцы — 20 чел. (0,03 %)
- другие — 121 чел. (0,17 %)
- Всего — 72 695 чел. (100,00%)

Территория района заселена неравномерно, большинство населения проживает в северо-восточной и в восточной частях района.

## Административно-территориальное деление
Согласно данным Комитета по статистики Министерства национальной экономики Республики Казахстан в Аягозском районе есть 1 город районного подчинения и 22 сельских округа, в которых находится 49 сельских населённых пунктов.
| Сельский округ/город                 | Население, чел. (2009) | Населённые пункты                                                          |
| Айгызский сельский округ             | 1 821                  | село Айгыз, село Коксала                                                   |
| Актогайская поселковая администрация | 6 251                  | посёлок Актогай                                                            |
| Акшатауский сельский округ           | 1 292                  | село Доненбай, село Коныртау, село Акклет                                  |
| Акшаулинский сельский округ          | 1 338                  | село Акшаули, село Карабулак                                               |
| Акшийский сельский округ             | 1 076                  | село Акши, село Актубек                                                    |
| Аягозская городская администрация    | 38 101                 | город Аягоз, село Жиланды, село Кошкентал, село Айгыржал, село Егизкызыл   |
| Байкошкарский сельский округ         | 628                    | село Байкошкар                                                             |
| Баршатасский сельский округ          | 2 883                  | село Баршатас                                                              |
| Бидайыкский сельский округ           | 1 053                  | село Бидайык                                                               |
| Емелтауский сельский округ           | 606                    | село Емелтау                                                               |
| Карагашский сельский округ           | 1 055                  | село Караагаш, село Каражал                                                |
| Копинский сельский округ             | 1 165                  | село Копа, село Каракум, село Карасу                                       |
| Косагашский сельский округ           | 1 047                  | село Косагаш                                                               |
| Мадениетский сельский округ          | 1 014                  | село Мадениет                                                              |
| Майлинский сельский округ            | 833                    | село Майлино, село Старое Майлино                                          |
| Малгельдинский сельский округ        | 1 003                  | село Корык                                                                 |
| Мамырсуский сельский округ           | 3 003                  | село Мамырсу, село Бозай, село Батпак                                      |
| Мынбулакский сельский округ          | 1 393                  | село Ай, село Желдыкара, село Кенколат, село Ескенебулагы, село Актас      |
| Нарынский сельский округ             | 1 677                  | село Шынкожа, село Карааул, село Ай                                        |
| Оркенский сельский округ             | 854                    | село Оркен                                                                 |
| Сарыаркинский сельский округ         | 1 192                  | село Сарыарка, село Биесимас                                               |
| Тарбагатайский сельский округ        | 2 885                  | село Тарбагатай, село Малтугел, село Акшокы, село Ортаарал                 |
| Тарлаулинский сельский округ         | 2 341                  | село Тарлаулы, село Копа, станция Тансык, станция Жузагаш, станция Акбулак |

## Экономика
Имеются машино-ремонтный завод, вагонное и локомотивное депо, шерстопрядильная фабрика, типография, ТЭЦ и другие. Территорию Аягозского района пересекает Туркистано-Сибирская железная дорога (Турксиб).
В Аягозском районе 18 исторических памятников, среди них памятники Козы Корпеш и Баян сулу.